# Dictionnaire universel portatif (Gattel)
Der Dictionnaire universel portatif de la langue française (Kurzname: Gattel) war ein Wörterbuch der französischen Sprache, erschienen 1797 in Lyon. Der Verfasser war Claude-Marie Gattel (1743–1812), Lehrer von Stendhal.

## Auflagen und Gliederung
- Dictionnaire universel portatif de la langue française avec la prononciation figurée. Lyon 1797.
- Zweite Auflage, Paris 1813.
  - 1: A–H. 23 + 880 Seiten
  - 2: I–Z. 848 Seiten. Vocabulaire des mots introduits dans la langue depuis la Révolution française, 849–868.
- Dritte Auflage, Lyon 1819. (zweispaltig)
- Vierte Auflage, 1827.
- Sechste Auflage, 1840.
- Siebte Auflage, 1844. Achte Auflage, 1854.

## Vollständiger Titel
Der vollständige Titel lautete in der 6. Auflage: Dictionnaire universel de la langue française avec la prononciation, les étymologies, les synonymes, un relevé critique et raisonné des fautes échappées aux écrivains les plus célèbres, etc.